# Clémence Poésy
Clémence Poésy (* 30. listopadu 1982, Meudon, Francie) je francouzská herečka známá především svojí rolí Fleur Delacourové, studentky akademie v Krásnohůlkách a účastnice poháru čtyř kouzelníků ve filmové sérii Harry Potter.

## Filmografie

### Film
| Rok  | Název                                  | Role               | Poznámky                                                           |
| ---- | -------------------------------------- | ------------------ | ------------------------------------------------------------------ |
| 2001 | Petite Soeur                           | Anna               | krátkometrážní film                                                |
| 2002 | Olgas Sommer                           | Olga               |                                                                    |
| 2003 | Vítejte u Rozových                     | Magali Rozes       |                                                                    |
| 2005 | Harry Potter a Ohnivý pohár            | Fleur Delacour     |                                                                    |
| 2006 | Kouzelné dobrodružství                 | Yvonne de Galais   |                                                                    |
| 2007 | Sans moi                               | Lise               |                                                                    |
| 2007 | Poslední gang                          | Julie              |                                                                    |
| 2008 | V Bruggách                             | Chloë Villette     |                                                                    |
| 2008 | La troisième partie du monde           | Emma               |                                                                    |
| 2008 | Blanche                                | Chloé              | krátkometrážní film                                                |
| 2009 | Heartless                              | Tia                |                                                                    |
| 2010 | 127 hodin                              | Rana               |                                                                    |
| 2010 | Svatební dort                          | Bérengère          |                                                                    |
| 2010 | Lullaby                                | Pi                 |                                                                    |
| 2010 | Harry Potter a Relikvie smrti – část 1 | Fleur Delacour     |                                                                    |
| 2011 | Harry Potter a Relikvie smrti – část 2 | Fleur Delacour     | San Diego Film Critics Society Award v kategorii nejlepší obsazení |
| 2011 | Johanka v zajetí                       | Johanka z Arku     |                                                                    |
| 2012 | Kapsle                                 | žena               | krátkometrážní film                                                |
| 2012 | Hopper Stories                         | —                  | krátkometrážní film                                                |
| 2013 | Mr. Morgan letzte Liebe                | Pauline Laubie     |                                                                    |
| 2013 | Karaoke!                               | —                  | krátkometrážní film                                                |
| 2014 | G.H.B.                                 | dívka z New Yorku  |                                                                    |
| 2014 | Métamorphoses                          | Panna / Jednorožec | krátkometrážní film                                                |
| 2015 | Le grand jeu                           | Laura Haydon       |                                                                    |
| 2015 | The Ones Below                         | Kate               |                                                                    |
| 2016 | 7 minuti                               | Hira               |                                                                    |
| 2016 | I dva jsou rodina                      | Kristin Stuart     |                                                                    |
| 2017 | Finální portrét                        | Caroline           |                                                                    |
| 2017 | Tito e gli alieni                      | Stella             |                                                                    |
| 2017 | Grizzly Bear : Mourning Sound          | Ne-nevěsta         | krátkometrážní film                                                |
| 2019 | Le milieu de l'horizon                 | Cécile             |                                                                    |
| 2020 | Resistance                             | Emma               |                                                                    |
| 2020 | Tenet                                  | —                  |                                                                    |

### Televize
| Rok       | Název                              | Role                   | Poznámky                 |
| --------- | ---------------------------------- | ---------------------- | ------------------------ |
| 1999      | Un homme en colère                 | Hélène                 | 2 díly                   |
| 2000      | Les Monos                          | Julia                  | díl: „Quand ça t'arrive“ |
| 2001      | Hvězda léta                        | Maguy                  | TV film                  |
| 2003      | Life After All                     | Jessica                | TV film                  |
| 2004      | Carnets d'ados - La vie quand même | Mary                   | TV film                  |
| 2005      | Zjevení                            | Exquisite Corpse       | mini-série, 3 díly       |
| 2006      | Les Amants du Flore                | Lumi                   | TV film                  |
| 2007      | Vojna a mír                        | Natasha Rostova        | mini-série, 4 díly       |
| 2010      | Super drbna                        | Eva Coupeau            | 4 díly                   |
| 2012      | Birdsong                           | Isabelle Azaire        | mini-série, 2 díly       |
| 2012      | The Hollow Crown                   | Královna Isabella/Anne | TV film                  |
| 2013–2018 | The Tunnel                         | Elise Wassermann       | 24 dílů                  |
| 2018      | Génius                             | Françoise Gilot        | 10 dílů                  |
| 2022      | Ten Percent                        | Clémence Poésy         | série 1 epizoda 7        |
| 2022      | Nestvůra z Essexu                  | Stella Ransome         | mini-série               |